# Формули за съкратено умножение
Формулите за съкратено умножение обобщават често срещаните случаи за умножение на многочлени. Голяма част от тях са като частен случай на Нютоновия бином. Изучават се в началната алгебра.

## Формули за втора степен
- {\displaystyle (a+b)^{2}=a^{2}+2ab+b^{2}}
- {\displaystyle (a-b)^{2}=a^{2}-2ab+b^{2}}
- {\displaystyle a^{2}-b^{2}=(a+b)(a-b)}
- {\displaystyle (a+b+c)^{2}=a^{2}+b^{2}+c^{2}+2ab+2ac+2bc}

## Формули за трета степен
- {\displaystyle (a\pm b)^{3}=a^{3}\pm 3a^{2}b+3ab^{2}\pm b^{3}}
- {\displaystyle a^{3}\pm b^{3}=(a\pm b)(a^{2}\mp ab+b^{2})}

## Формули за четвърта степен
- {\displaystyle (a\pm b)^{4}=a^{4}\pm 4a^{3}b+6a^{2}b^{2}\pm 4ab^{3}+b^{4}}

## Формули за n-та степен
- {\displaystyle a^{n}-b^{n}=(a-b)(a^{n-1}+a^{n-2}b+a^{n-3}b^{2}+...+a^{2}b^{n-3}+ab^{n-2}+b^{n-1})}
- {\displaystyle a^{2n}-b^{2n}=(a+b)(a^{2n-1}-a^{2n-2}b+a^{2n-3}b^{2}-...-a^{2}b^{2n-3}+ab^{2n-2}-b^{2n-1})}, където {\displaystyle n\in N}
- {\displaystyle a^{2n+1}+b^{2n+1}=(a+b)(a^{2n}-a^{2n-1}b+a^{2n-2}b^{2}-...+a^{2}b^{2n-2}-ab^{2n-1}+b^{2n})}, където {\displaystyle n\in N}
- {\displaystyle (x+y)^{n}=\sum _{k=0}^{n}{n \choose k}x^{k}y^{n-k}}, където {\displaystyle {n \choose k}={\frac {n!}{k!\,(n-k)!}}}

## Някои свойства на формулите
- {\displaystyle (a-b)^{2n}=(b-a)^{2n}}, където {\displaystyle n\in N}
- {\displaystyle (a-b)^{2n+1}=-(b-a)^{2n+1}}, където {\displaystyle n\in N}

## Други формули
- {\displaystyle a^{4}-b^{4}=(a-b)(a+b)(a^{2}+b^{2})} (извежда се от {\displaystyle a^{2}-b^{2}})
- {\displaystyle \displaystyle {1^{3}+2^{3}+...+n^{3}=(1+2+...+n)^{2}}}